# Nikolai Baden Frederiksen
Nikolai Baden Frederiksen, né le 18 mai 2000 à Odense au Danemark, est un footballeur danois qui évolue au poste d'avant-centre au Lyngby BK.

## Biographie

### FC Nordsjælland
Né à Odense au Danemark, Nikolai Baden Frederiksen est formé au FC Nordsjaelland. Il fait ses débuts professionnels à l'âge de 17 ans le 27 septembre 2017, lors d'une rencontre de coupe du Danemark face au Vejgaard BK. Il entre en jeu à la place de l'un des buteurs du jour, Andreas Skov Olsen, et son équipe l'emporte largement par quatre buts à zéro. Le 14 octobre suivant, il réalise sa première apparition dans le championnat danois face au Randers FC. Entré en jeu à la place de Viktor Tranberg, il se fait remarquer en marquant son premier but en professionnel deux minutes plus tard, donnant par la même occasion la victoire à son équipe, qui s'impose par trois buts à deux. Des débuts rêvés pour le joueur, qui avec ce succès permet à son club de se situer à la première place du classement à ce stade de la saison.

### Juventus et Fortuna Sittard
Le 17 août 2018, alors âgé de 18 ans, le jeune attaquant fait le choix de rejoindre la Juventus de Turin, où il s'engage pour un contrat de quatre ans.
En janvier 2020, il est prêté au Fortuna Sittard jusqu'à la fin de la saison.

### WSG Tirol
Le 25 août 2020, lors du mercato estival, il est prêté pour une saison au WSG Tirol, en Autriche. Il joue son premier match avec ce club le 13 septembre 2020, contre le SV Ried, lors de la première journée de la saison 2020-2021 du championnat d'Autriche. Il est titulaire et son équipe s'incline (3-2). Il se met en évidence dès la journée suivante, le 19 septembre, contre  le LASK Linz en ouvrant le score sur un service de Kelvin Yeboah. Les deux équipes se partagent finalement les points (1-1 score final).

### Vitesse Arnhem
Le 14 juillet 2021, Nikolai Baden Frederiksen quitte cette fois-ci définitivement la Juventus pour les Pays-Bas et le club du Vitesse Arnhem. Il signe un contrat de trois ans plus une année en option,,. 
Il joue son premier match sous ses nouvelles couleurs le 5 août 2021, à l'occasion d'une rencontre qualificative pour la Ligue Europa Conférence 2021-2022 contre le Dundalk FC. Il est titularisé et les deux équipes se neutralisent (2-2). Il se met en évidence dès la première journée de la saison 2021-2022 d'Eredivisie contre le PEC Zwolle. Titulaire, il donne la victoire à son équipe en marquant le seul but de la rencontre. Toutefois, ses débuts sont difficiles avec le Vitesse. Alors qu'il se donne pour objectif d'atteindre les vingt buts dans la saison il peine à trouver le chemin des filets. Il marque à nouveau le 25 septembre en championnat contre le Fortuna Sittard, permettant à son équipe d'égaliser (1-1 score final),. Il inscrit un nouveau but en championnat le 17 octobre suivant, marquant les esprits dans le derby face au NEC Nimègue. Son but, le seul du match, permet à son équipe de l'emporter,.

### Prêts
Le 31 janvier 2023, Nikolai Baden Frederiksen est prêté jusqu'à la fin de la saison au Ferencváros TC.
Il participe au sacre de son équipe, Ferencváros remportant le Championnat de Hongrie pour la 34e fois de son histoire.
Le 1er septembre 2023, Nikolai Baden Frederiksen est prêté pour une saison au SC Austria Lustenau.

### Lyngby BK
Libéré de son contrat au Vitesse Arnhem et de son prêt au SC Austria Lustenau, Nikolai Baden Frederiksen rejoint le Lyngby BK le 1er février 2024. Il signe un contrat de trois ans et demi, soit jusqu'en juin 2027,.
Lors de ses premiers mois à Lyngby, Baden Frederiksen ne joue aucun match avec l'équipe première, étant jugé hors de forme et ayant besoin d'entraînement. Il se contente de quelques apparitions sur le banc des remplaçants sans entrer en jeu.

### En sélection
Nikolai Baden Frederiksen commence sa carrière internationale avec les moins de 16 ans, jouant au total cinq matchs entre 2015 et 2016, et marque un but.
Il compte six sélections avec les moins de 19 ans, pour deux buts. Le premier lors de la victoire face à la Norvège le 7 septembre 2018 (2-1), et le second le 16 avril 2019, lors d'une défaite contre l'Allemagne (2-5).
Le 25 mars 2021 Nikolai Baden Frederiksen joue son premier match avec l'équipe du Danemark espoirs contre la France. Il entre en jeu lors de cette rencontre remportée par son équipe (0-1).

## Palmarès
Ferencváros TC
- Championnat de Hongrie (1)
  - Champion en 2022-23